# Samsaya
Sampda "Samsaya" Sharma es una cantante y actriz india, nacida en Hamirpur.

## Biografía
Samsaya nació en Hamirpur, en el norte de la India. Ella vivió allí con su familia, hasta que se mudó a Oslo con solo once meses. Ella creció en Noruega, en Ellingsrud, donde estudió y jugó al fútbol.
Creció bajo las influencias del Hip-hop escuchando a Public Enemy. A los diecinueve años fue miembro de una banda, y tras varios años de dedicarse por completo a la música con varios músicos urbanos de Oslo, Samsaya debutó como actriz en varias películas noruegas.
- Datos: Q1803717
- Multimedia: Samsaya / Q1803717